# Festival Internacional de Teatre Amateur de Girona
El Festival Internacional de Teatre Amateur de Girona (Fitag) és un festival de teatre amateur que té lloc cada any a Girona des del setembre del 1998. Se celebra a finals d'agost o principis de setembre a diversos espais escènics de la ciutat i de les comarques properes. Hi participen companyies amateurs catalanes, de la resta de la península Ibèrica i internacionals, i durant les últimes edicions s'ha promocionat la creació i producció d'espectacles amb actors i actrius de diferents procedències.

## Història
Les primeres representacions van ser al pati de la Casa de Cultura de la Diputació de Girona. En les primeres edicions el festival era de periodicitat biannual, però com a resultat de l'èxit de l'esdeveniment i l'interès per promocionar el teatre amateur a les comarques gironines va passar a tenir una periodicitat anual.
Amb el patrocini de la Diputació de Girona, el festival s'encetava amb la direcció de Josep Sánchez durant les primeres edicions, posteriorment es van encarregar de la direcció els membres de la companyia Teatre de Guerrilla i en les últimes edicions n'ha estat encarregat l'actor gironí Martí Peraferrer i Vayreda. El FITAG compta amb els diferents espais teatrals de la ciutat on tenen lloc les representacions durant el festival. Durant els dos primers anys el pati de la casa de cultura de Girona era l'únic espai de representació teatral per a les companyies amateurs, però en les edicions posteriors es van ampliar els espais escènics: Sala La Planeta, Teatre Municipal i Teatre Sant Domènech (durant les edicions que el Teatre Municipal de Girona s'estava reformant).
El 2010 va ser el primer any amb les entrades de pagament. Per primera vegada va portar espectacles a municipis propers, en concret 35 representacions a Girona i 8 distribuïts a Anglès, Blanes, Maçanet de la Selva, Palamós, Fornells de la Selva, Lloret de Mar, Llagostera i Hostalric. En l'edició de 2018 van assistir 13.000 espectadors als espectacles. Per la Pandèmia per coronavirus de 2020 a Catalunya, les companyies estrangeres no es poden desplaçar, i els espectacles son gratuïts.